# Biblioteca Herzog August
A Biblioteca Herzog August (em alemão: Herzog August Bibliothek, HAB) é uma biblioteca localizada em Wolfenbüttel, (Niedersachsen). Também conhecida como Bibliotheca Augusta, tem uma importância internacional por sua coleção do Idades Meias e Idade Moderna. A biblioteca está subordinada ao Ministério da Baixa Saxônia de Ciência e Cultura.

## História

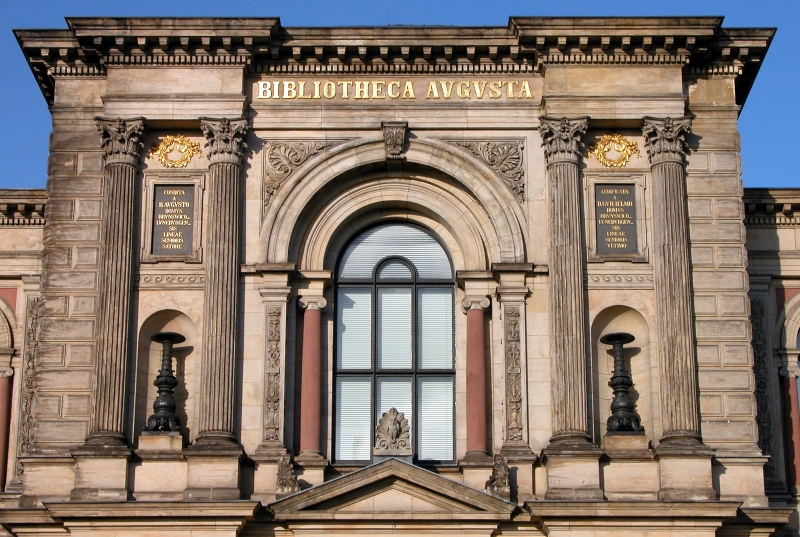
Entrada da biblioteca

A biblioteca foi fundada por Julius, Duque de Brunswick-Lüneburg, em 1572. Antes do século XVII ela era a maior biblioteca a norte dos Alpes.
Em 2006 a biblioteca contava com cerca de 900 000 livros, 350 000 deles impressos do século XV ao XVIII.
Nela se encontra o famoso palimpsesto Codex Guelferbytanus 64 Weissenburgensis, que contém no texto mais baixo o Codex Guelferbytanus A, Codex Guelferbytanus B, e Codex Carolinus.